# Hubert B. Scudder

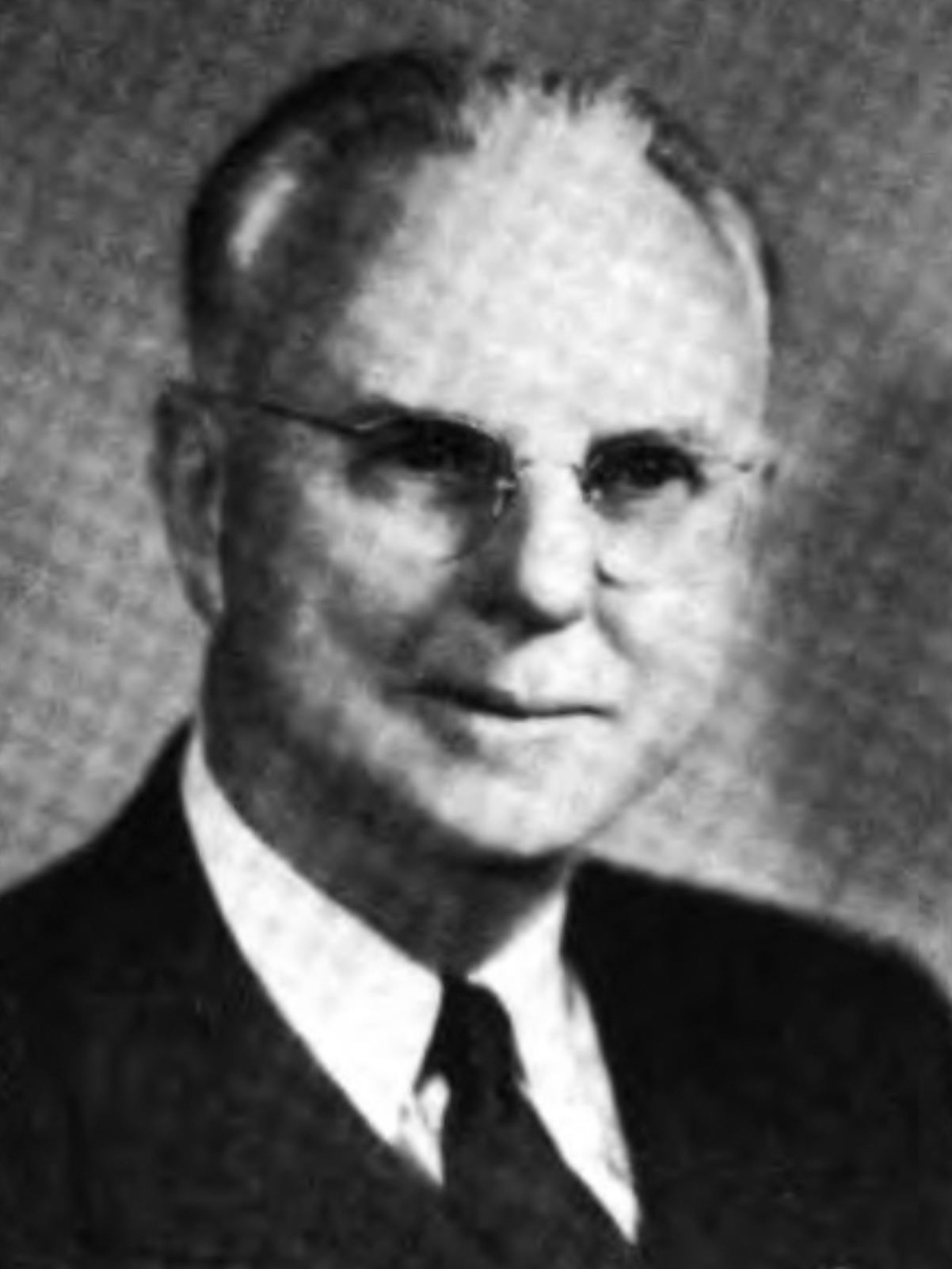
Hubert B. Scudder

Hubert Baxter Scudder (* 5. November 1888 in Sebastopol, Kalifornien; † 4. Juli 1968 ebenda) war ein US-amerikanischer Politiker. Zwischen 1949 und 1959 vertrat er den Bundesstaat Kalifornien im US-Repräsentantenhaus.

## Werdegang
Hubert Scudder besuchte die öffentlichen Schulen seiner Heimat. Außerdem absolvierte er Abendschulen und Korrespondenzkurse. Darüber hinaus studierte er Jura. Zwischen 1912 und 1920 leitete Scudder die öffentlichen Versorgungsbetriebe in Sebastopol. Diese Zeit wurde zwischen Mai und Dezember 1918 unterbrochen, als er während des Ersten Weltkrieges in der Küstenwache diente. Seit 1920 war Scudder in der Versicherungsbranche und im Immobiliengeschäft tätig. Gleichzeitig schlug er als Mitglied der Republikanischen Partei eine politische Laufbahn ein. Im Jahr 1924 war er Stadtrat und 1926 Bürgermeister von Sebastopol. Zwischen 1925 und 1940 saß er als Abgeordneter in der California State Assembly. Danach fungierte er von 1943 bis 1948 als Staatsbeauftragter für Immobiliengeschäfte (Real Estate Commissioner). In den Jahren 1947 und 1948 war er Präsident der nationalen Vereinigung der zugelassenen Juristen.
Bei den Kongresswahlen des Jahres 1948 wurde Scudder im ersten Wahlbezirk von Kalifornien in das US-Repräsentantenhaus in Washington, D.C. gewählt, wo er am 3. Januar 1949 die Nachfolge von Clarence F. Lea antrat. Nach vier Wiederwahlen konnte er bis zum 3. Januar 1959 fünf Legislaturperioden im Kongress absolvieren. Diese waren von den Ereignissen des Kalten Krieges und des Koreakrieges sowie der Bürgerrechtsbewegung geprägt. 1958 verzichtete Hubert Scudder auf eine weitere Kandidatur. In den folgenden Jahren arbeitete er wieder in der Versicherungsbranche und als Immobilienhändler. Er starb am 4. Juli 1968 in Sebastopol, wo er auch beigesetzt wurde.